# スティーラーズ (2021年の映画)
『スティーラーズ』（Twist）は2021年のイギリスの犯罪映画。監督はマーティン・オーウェン。チャールズ・ディケンズの1838年の小説『オリヴァー・トゥイスト』の現代版である。ラファティ・ロウ、マイケル・ケイン、リタ・オラ、レナ・ヘディ、ソフィ・シムネットが出演し、ノエル・クラークとジェイソン・メイザが製作と出演を兼ねている。スカイシネマにて2021年1月29日に公開された。
日本では2021年7月から8月にかけて行われた新宿シネマカリテの特集企画「カリコレ2021/カリテ・ファンタスティック!シネマコレクション2021」で上映された。

## ストーリー
トム・チトリングという名前の泥棒が金庫から封筒を盗んで逃げようとするが、正体がわからない人物に建物から突き落とされる。封筒は盗まれ、トムはそのまま死んでしまう。 
その数年前、オリヴァーという名前の少年が母のモリーと暮らしており、2人の趣味は絵画であった。モリーの死後、 オリヴァーは逃げだしてフリーランニングを覚え、ストリートアーティストとなってトゥイストと呼ばれるようになる。ある日、交通監視員のバンにスプレーでグラフィティを描いたことをきっかけにトウィストは警察に追われ、ドッジ（原作のアートフル・ドジャー）とベイツィ（原作のチャールズ・ベイツ）に出会う。警察から逃げた後、トウィストはトルーマン醸造所の近くにあるドッジとベイツィの隠れ家に逃げこみ、若者たちを束ねているフェイギンに出会う。フェイギンはレッドことナンシー・リーを使ってトウィストを招待し、レッドに夢中になったトウィストは夕食の招待を受ける。トウィストはこの隠れ家で暮らすことにする。 
フェイギンは自分から全てを奪った美術商のクリスピン・ロスバーン博士に復讐すべく、ウィリアム・ホガースの絵を盗み出す計画を若者たちに伝える。トウィストはレッドがフェイギンの知人であるサイクスの恋人であることを知って落胆するが、レッドはトウィストと一緒に夜のプールを訪問し、2人でそこでキスをする。その後、トウィストは交通監視員に逮捕され、警察でブラウンローとベドウィンに尋問され、チトリングの死のことを教えられる。トウィストは隠れ家に戻り、ロスバーン博士から絵を盗む計画の続きが行われることになる。ここでベイツィとトウィストが持ち場を交換することになる。しかしロスバーン博士が感づいたため計画がうまくいかなくなり、サイクスに拾われたはずのベイツィは行方不明になる。 
トウィストは隠れ家に戻ってサイクスを問い詰め、サイクスは自分がトム・チトリングの死の原因であることを皆に明かす。フェイギンは最終手段としてオークションハウスに入って絵を盗む計画を考えて実行する。トウィストは絵を盗んでドッジと一緒に逃げる。行方不明だったベイツィが生きていることがわかり、サイクスに殺されかけたと明かす。トウィストはホガースの絵について、自分が複製を作って本物は隠したと打ち明け、レッドと逃げようとするが、サイクスはフェイギンを撃つ。サイクスはレッドとトウィストを追うが、怪我をしたフェイギンに撃たれて建物から落下する。 
トウィストはベドウィンとブラウンローに会い、ホガースの絵のありかをほのめかす手がかりと鍵を残す。ホガースの絵は見つかり、鍵はロスバーンが使っている盗品が隠された倉庫の鍵であった。復讐をなしとげたフェイギンは去る。 
トウィストが母の名前でこっそり仕込んでおいた自作の絵が美術館で展示され、有名になる。トウィストは仲間たちに盗みをやめて絵を売る仕事を始めようと提案する。レッドとトウィストは交際を始めることにする。 

## キャスト
※括弧内は日本語吹替。
- オリヴァー・トゥイスト（英語版）: ラファティ・ロウ（伊藤有希）
- フェイギン（アイザック・ソロモン）（英語版）: マイケル・ケイン（仲野裕）
- サイクス（英語版）: レナ・ヘディ（本田貴子）
- ドッジ（英語版）: リタ・オラ（菊永あかり）
- ブラウンロ－（英語版）: ノエル・クラーク（裕樹）
- ベイツィ（英語版）: フランツ・ドラメー（赤坂柾之）
- レッド（ナンシー・リー）（英語版）: ソフィ・シムネット（英語版）（三重野帆貴）
- クリスピン・ロスバーン博士: デヴィッド・ウォリアムス（俊藤光利）
- ベドウィン: ジェイソン・メイザ（英語版）（若林佑）
- トム・チトリング: ドミニク・ディ・トンマーゾ
- バンブル: リー・フランシス（英語版）

## 製作
2019年10月に、チャールズ・ディケンズの『オリヴァー・トゥイスト』の新しい翻案の撮影が開始され、ジュード・ロウの息子であるラファティ・ロウがタイトルロールを演じると報道された。マイケル・ケインがフェイギン訳を演じる他、レナ・ヘディとリタ・オラがそれぞれ原作では男性であるビル・サイクスとアートフル・ドジャーの女性版を演じることになった。デヴィッド・ウォリアムス、フランツ・ドラメー、ソフィ・シムネットも出演するということが報道された。

## 公開
スカイシネマが英国内で、サバン・キャピタル・グループが北米で本作を配給した。もともとは2020年に公開される予定であった。しかしながら公開は翌年に延期され、2021年1月29日に公開された。 

## 評価
Rotten Tomatoesでは2021年7月23日時点で19本のレビューに基づき、批評家支持率は16%、平均点は10点満点で3.8点となっている。『ガーディアン』のピーター・ブラッドショーは5つ星評価で星2をつけ、「アクションとコメディがぱっとしない」と述べた。『インデペンデント』のクラリス・ロウリーは5つ星評価で星1をつけ、「慌ただしいペースで教科書的に既存曲を使っており（ザ・フラテリスの「チェルシー・ダガー」が使われている）、『スティーラーズ』は新手のガイ・リッチーオマージュ以上のものとしては全く機能していない」と述べている。